# Paullo
Paullo ist eine Stadt mit 11.116 Einwohnern (Stand 31. Dezember 2023) in der Metropolitanstadt Mailand, Region Lombardei. Der Name der Gemeinde stammt vom lateinischen palus (Sumpf). Die Gegend wurde erstmals 1140 als Paullum bezeichnet. Im lokalen Dialekt wird der Name als Paü ausgesprochen.
Am 2. April 2009 wurde Paullo, durch ein Dekret des Präsidenten der Republik Italien, der Status einer Stadt verliehen.
In der unmittelbaren Nachbarschaft von Paullo befinden sich die Orte Mulazzano (LO), Mediglia, Tribiano, Merlino (LO), Settala und  Zelo Buon Persico (LO).